# Historia Wąbrzeźna
Historia zamku biskupiego w Wąbrzeźnie na tle historii miasta i ziemi chełmińskiej

## Wczesne średniowiecze
Istnieje przekaz o miejscu bitwy, w której poległ Henryk Sandomierski nazywanej bitwą pod Wąbrzeźnem, toczonej na bagnistych terenach Zgniłki, czyli terenu między dzisiejszymi miejscowościami: Wabrzeźnem, Ryńskiem a Płużnicą, a które nie zostało jednoznacznie zidentyfikowane. Wymieniane są także znajdujące się w pobliżu Wąbrzeźna okolice jeziora Wieczno oraz pobliskie miejscowości: Nielub, Bartoszewice, Orłowo.
Nazwa osady Wambrez występuje po raz pierwszy w dokumencie wystawionym 19 kwietnia 1246 roku przez wielkiego mistrza krzyżackiego Henryka von Hohenlohe, dotyczącym przyznania dóbr biskupowi Heidenreich. Wówczas to Wąbrzeźno, niewielka osada o charakterze wiejskim, stało się własnością biskupów chełmińskich, a jego mieszkańcy poddanymi biskupa z nałożonymi na nich powinnościami feudalnymi. Stan taki utrzymał się do 1773 roku, kiedy dobra biskupie przeszły na własność króla pruskiego w związku z I rozbiorem Polski.

## Wiek XIV
W 1303 roku biskup Herman z Pryzny rozpoczął budować zamek w Wąbrzeźnie, jednakże ukończył go biskup Mikołaj Afri, gdyż dopiero w 1321 roku po raz pierwszy na zamku wąbrzeskim został wystawiony dokument. Siedemnastowieczny historyk Krzysztof Hartknoch datuje jednak jego powstanie na 1312 rok, lecz nie podaje źródła tej informacji.
Budynek składał się z trzech członów: Zamku Wysokiego o charakterze administracyjno-rezydencjonalnym oraz służebno-gospodarczego Przedzamku i Podzamku. Pod względem architektonicznym był ewenementem na ziemi chełmińskiej, albowiem budowany na wzór typowego zamku konwentualnego, jego wieża główna umiejscowiona była tuż przy wjeździe na zamek, co odbiegało od kanonu krzyżackiego, w którym wieża ostatniej obrony była wkomponowana w któreś z naroży. Rozplanowanie takie przypomina tylko zamek Westerburg w Saksonii.
Zamek wąbrzeski był widownią wielu burzliwych wydarzeń historycznych. Król Polski Władysław I Łokietek w okresie wojny polsko-krzyżackiej (1327-1332) w czasie wyprawy odwetowej podjętej jesienią 1330 roku przeciwko zakonowi, zdobył, zniszczył i ograbił zamek. Wówczas to prawdopodobnie podczas tego ataku spłonęła osada i wybudowany z drewna pierwszy kościół farny. Wąbrzeźno w okresie tej wojny (w 1331 r.) uzyskało prawa miejskie.
Jest wysoce prawdopodobne, że to właśnie ten incydent i konieczność odbudowy osady wąbrzeskiej od podstaw w roku następnym spowodowały, że biskup Otton wystawił przywilej lokacyjny, co w konsekwencji doprowadziło do powstania miasta. Chociaż do naszych czasów nie przetrwał oryginał, to jednak na podstawie późniejszych potwierdzeń można ustalić, że Wąbrzeźno lokowane było na prawie chełmińskim, a jego uposażenie wynosiło 40 łanów i równe było wiosce średniej wielkości, co było często stosowane w dobrach biskupich. Miasto posiadało władzę samorządową z radą i ławą sądową. Kompetencje tych władz były jednak ograniczone przez biskupa i jego urzędników. Biskup Otto pobudował również nowy kościół, tym razem murowany z kamienia polnego. Ślady tej budowli odnaleźć można w prezbiterium dzisiejszej fary, która na przełomie XIX i XX wieku przebudowana została w stylu neogotyckim.

## Wiek XV
W połowie sierpnia 1409 roku w związku z zajęciem przez wojska krzyżackie ziemi dobrzyńskiej, wybuchła następna wojna polsko-krzyżacka, zwana wielką wojną. Biskupi chełmińscy mieli powinności militarne w stosunku do państwa krzyżackiego, gdyż daninę wojenną zarządzający wówczas diecezją biskup Arnold Stapil płacił dobrowolnie, co równało się w tym wypadku z uznaniem władzy zakonu. Z pisma tego biskupa z sierpnia 1409 roku wynika, że mieszkańcy Wąbrzeźna zobowiązani byli do służby wojskowej. Na żądanie wielkiego mistrza biskup chełmiński polecił swojemu wójtowi Bartoszowi zebranie wojowników z Chełmży i Wąbrzeźna oraz skierowanie ich do Brodnicy 15 sierpnia. Oddział ten w następnym roku, pod dowództwem tegoż biskupa, brał udział w bitwie pod Grunwaldem. 15 lipca 1410 roku chorągiew ziemi chełmińskiej walcząca po stronie wielkiego mistrza i została zdobyta przez wojska królewskie Władysława Jagiełły.
Kolejna wojna z zakonem, zwana wojną głodową, wybuchła w 1414 roku. W związku z przeciągającym się na jesieni tego roku oblężeniem Brodnicy, wojska polskie plądrowały okoliczne wsie i miasteczka, nie oszczędzając dóbr biskupich, w tym również i Wąbrzeźna. Tzw. wojna pruska z 1422 r. również nie oszczędziła miasta. W pierwszej połowie sierpnia tego roku wojska króla Polski zdobyły i spaliły miasto i zamek w Wąbrzeźnie, a następnie 15 sierpnia obległy i zdobyły Golub.
6 marca 1454 roku na mocy aktu inkorporacyjnego Prusy i ziemia chełmińska zostały przyłączona do Polski. 28 maja 1454 roku król Polski Kazimierz IV Jagiellończyk na rynku w Toruniu odebrał przysięgę wierności i hołd ziemi chełmińskiej. W akcie hołdowniczym wystawionym Kazimierzowi Jagiellończykowi przez przedstawicieli ziemi chełmińskiej wymieniona jest po raz pierwszy polska nazwa miasta. Trwająca 13 lat wojna wyniszczyła po raz kolejny ziemię chełmińską. W 1464 roku zaciężne wojska krzyżackie pod dowództwem Bernarda von Zinnenberg (Szumborskiego), po zdobyciu Golubia, udanym wypadem zajęły miasto i zamek w Wąbrzeźnie, a następnie je spaliły. Walki te zakończył II pokój toruński. W traktacie pokojowym z 19 października 1466 roku wymienione jest również Wąbrzeźno. Od tego momentu nazwa Fredeck występuje przez dłuższy czas sama i dotyczy głównie samego zamku.

## Wiek XVI
Wiek XVI był dla ziemi chełmińskiej, jak i dla Wąbrzeźna okresem względnego spokoju i normalizacji sytuacji, zarówno politycznej, jak i ekonomicznej.
W odbudowanym już zamku 10 stycznia 1534 roku biskup chełmiński Jan Flashsbinder z Gdańska zwany Dantyszkiem, potwierdził stare i nadał nowe przywileje miastu. Do zamku wąbrzeskiego należały wówczas: Podzamek, Mszano, Zgniłobłoty, Myśliwiec, Prusy i Sitno. W 1558 roku biskup Piotr Kostka kazał sobie potwierdzić na nowo przez króla tytuł własności miasta.

## Wiek XVII
W czasie I wojny szwedzkiej (1625-1629) wojska szwedzkie w 1626 roku pod dowództwem feldmarszałka Karola Gustawa Wrangla zajęły Prusy Królewskie. Pomimo że plądrowały one również i ziemię chełmińską oraz okolice Wąbrzeźna, zamek wąbrzeski nie ucierpiał. Szwedzi opuścili te tereny dopiero w 1635 roku po podpisaniu pokoju w Sztumskiej Wsi. 26 marca 1639 roku biskup Jan Lipski, przed wyjazdem do Łowicza, pisał na zamku wąbrzeskim dla swojego następcy sprawozdanie ze stanu diecezji. Po tej dacie zamek wąbrzeski nie jest już wymieniany w dokumentach biskupich, jednak do połowy XVII w. uznawany był za rezydencję biskupa.
Po II wojnie szwedzkiej, tzw. „Potopie” (1655-1660), przetrwał jedynie wymurowany z kamienia polnego kościół parafialny, do którego przeniesiono ocalałą z zamku, pochodzącą z ok. 1500 roku, gotycką rzeźbę przedstawiającą Matkę Boską z Dzieciątkiem. Spaliły się również wszystkie akta miejskie i przywileje, dlatego biskup Adam Koss w 1660 roku nadał miastu nową pieczęć miejską i zaopatrzył cechy miejskie w nowe pieczęcie i przywileje. Jego następca biskup Andrzej Olszowski w 1674 roku nadał miastu na 30 lat nowy przywilej.
Wbrew legendzie zamek wąbrzeski nie ucierpiał zbytnio w czasie wojen ze Szwedami. Jego powolna, lecz nieunikniona destrukcja spowodowana była przeniesieniem siedziby biskupiej przez biskupa Jakuba Zadzika do przebudowanego na „nowoczesną” barokową rezydencje zamku w Lubawie. W 1670 roku zamek wąbrzeski i jego kaplica były już tylko ruiną. Zamek nie był już odbudowywany i wraz z kluczem wąbrzeskim oraz miastem oddany został w administrację do folwarku w Sitnie. W 1676 roku nadawał się on jeszcze do odbudowy, lecz nic w tym kierunku nie poczyniono.

## Wiek XVIII
W 1700 roku Wąbrzeźno nawiedził pożar. Do odbudowy zachodniej części kościoła farnego, biskup Teodor Potocki, pozwolił używać już cegły z ruin zamku. W 1701 roku do Polski wkroczyły ponownie wojska szwedzkie w związku z toczącą się wojną północną (1700-1721), w którą wplątał Rzeczpospolitą król Polski i elektor saski August II zwany Mocnym. Ziemia chełmińska stała się wówczas znowu miejscem grabieży i samowoli wojsk, zarówno jednej, jak i drugiej walczącej strony. Stabilizacja nastąpiła dopiero po podpisaniu w 1721 roku pokoju w Nystadzie. Zamek w Wąbrzeźnie był już wtedy ruiną.
1 września 1727 roku w Chełmży, biskup Ignacy Kretkowski uznaje wszystkie prawa mieszczan nadane im zarówno przez Krzyżaków oraz królów polskich, a zwłaszcza biskupów chełmińskich uznawanych za prawnych właścicieli miasta. W czasie wojny siedmioletniej (1756-1763) w 1758 roku rosyjski generał Fermor zajął i okupował ziemię chełmińską do 1764 roku. Następnie weszły wojska pruskie, z którymi w latach 1768–1769 toczyły potyczki oddziały konfederatów barskich.
W czasie I rozbioru Polski we wrześniu 1772 roku, Wąbrzeźno znalazło się w zaborze pruskim i w roku następnym ok. święta św. Jana Chrzciciela (24 czerwca) nastąpiło przejęcie dóbr biskupich na własność króla pruskiego Fryderyka Wilhelma II. Wąbrzeźno stało się własnością państwa pruskiego. Właścicielem ruin zamkowych i terenu zamku została gmina Podzamek. Przy biskupie Jędrzeju Ignacym Bayerze pozostały zamki w Starogrodzie i Lubawie. Podczas opisów miasta przez urzędników pruskich, zamek wąbrzeski nie jest już wspominany. W 1780 roku jego mury obwodowe były względnie dobrze zachowane i jeszcze 50 lat później ich wysokość wynosiła ok. 9 m. Z jego fundamentów można było odczytać również plany poszczególnych budowli. W 1792 roku spaliło się miasto i król pruski Fryderyk Wilhelm II, na prośbę mieszkańców zezwolił im na odbudowę swoich domostw z ruin zamkowych.

## Od XIX wieku
W okresie wojen napoleońskich Wąbrzeźno wróciło pod panowanie polskie i podlegało w latach 1807–1815 pod Departament Bydgoski.
W 1856 roku mieszkańcy gminy Podzamek uzyskali zezwolenie na wydobywanie z ruin zamku materiału budowlanego, który był wykorzystany później na budowę drogi do Radzynia. Wykopywano kamień z fundamentów sięgających nawet 15 stóp głębokości. W 1869 roku istniał jeszcze mur od strony północnej, długi na 50 stóp i wysoki na 30 stóp. W czasie prac rozbiórkowych w XIX wieku oraz w okolicy zamku w jeziorze, odnaleziono szereg różnych przedmiotów zabytkowych. Posiadają je muzea w Meklemburgu, Berlinie, Gdańsku, Grudziądzu i Poznaniu. W 1898 roku nastąpiła sprzedaż Góry Zamkowej, którą nabył jeden z posiadaczy parcel na tym terenie – Hostman.
Po I wojnie światowej zarząd miasta odkupił od niego tę górę i w latach 30. ją zadrzewiono, a następnie urządzono tam park. W czasie II wojny światowej i krótko po jej zakończeniu prowadzone były tutaj prace wykopaliskowe.
Na podstawie dekretu PKWN z 31 sierpnia 1944 zostały utworzone miejsca odosobnienia, więzienia i ośrodki pracy przymusowej dla „hitlerowskich zbrodniarzy oraz zdrajców narodu polskiego”. Obóz pracy nr 196 Ministerstwo Bezpieczeństwa Publicznego utworzyło w Wąbrzeźnie.